# Вишневе (Хорольська міська громада)
Вишневе — село в Україні, у Хорольській міській громаді Лубенського району Полтавської області. Населення становить 623 осіб. До 2020 орган місцевого самоврядування — Вишнева сільська рада. До 2018 року мало назву «Петрівка», до 1922 Єньківська Каплиця.

## Історія
Засноване у 18 столітті як село Єньківська каплиця.
З 1917 — у складі УНР, з 1918 — у складі Української Держави Гетьмана Павла Скоропадського. Під час антигетьманського повстання 5 грудня 1918 року поблизу села відбувались сутички між республіканцями (загонами полковника Болбочана) та гетьманцями.
Наприкінці 1919 р. село Єньківська Каплиця Хорольського повіту відвідав комуністичний лідер Петровський. Мета його візиту нам достеменно не відома, але, мабуть, прибув у село агітувати селян за “світле майбутнє – радянську владу”. 29 листопада 1922 р. ВУЦВК згадав про цю “епохальну подію” і прийняв постанову за підписом самого Г. І. Петровського про перейменування села.
12 червня 2020 року, відповідно до розпорядження Кабінету Міністрів України № 721-р «Про визначення адміністративних центрів та затвердження територій територіальних громад Полтавської області», село увійшло до складу Хорольської міської громади..
19 липня 2020 року, в результаті адміністративно - територіальної реформи та ліквідації Хорольського району, село увійшло до складу новоутвореного Лубенського району.

## Географія
Село Вишневе знаходиться між селами Козубівка і Садове. По селу протікає пересихаючий струмок з загатою. Через село проходять автомобільна дорога Т 1716 та залізниця, станція Вишневе.

## Економіка
- Молочно-товарна ферма
- Тракторна бригада
- Інфраструктура для зберігання зерна

## Об'єкти соціальної сфери
- Вишневський НВК.
- 2 магазини
- Будинок культури
- Бібліотека
- Відділення Укрпошти
- Залізнична станція Петрівка